# Rubidiumnitraat
Rubidiumnitraat is het rubidiumzout van salpeterzuur en heeft als brutoformule RbNO3. De stof komt voor als een witte hygroscopische kristallijne vaste stof, die goed oplosbaar is in water. Het is een sterke oxidator. Bij een vlamproef zal rubidiumnitraat de vlam mauve tot paars kleuren.

## Synthese
Rubidiumnitraat kan worden gesynthetiseerd door reactie van rubidiumhydroxide met salpeterzuur:
{\displaystyle \mathrm {RbOH\ +\ HNO_{3}\longrightarrow \ RbNO_{3}\ +\ H_{2}O} }
Het kan ook rechtstreeks uit metallisch rubidium bereid worden:
{\displaystyle \mathrm {2\ Rb\ +\ 2\ HNO_{3}\longrightarrow \ 2\ RbNO_{3}\ +\ H_{2}} }

## Toepassingen
Rubidiumnitraat wordt, net als cesiumnitraat, gebruikt in de pyrotechniek als infrarood-emitterende samenstellingen en als oxidator. Tevens is het een uitgangsstof voor de synthese van andere rubidiumverbindingen en rubidiumkatalysatoren. Het wordt in vuurwerk gebruikt om een rood-violette kleur te geven.